# Andrés Mirón Calderón
Andrés Mirón Calderón   (Guadalcanal, 8 de setembre de 1941 - província de Sevilla, 8 d'octubre de 2004) fou un escriptor espanyol. Es dedicà principalment a la poesia tot i que també escrigué narrativa i assaig. Malgrat viure gran part de la seva vida a Sevilla, moltes de les seves obres evoquen la seva ciutat natal, de la qual és fill predilecte. El carrer on nasqué es batejà en nom seu de manera pòstuma.

## Biografia
Va compaginar els seus estudis en Filosofia i Lletres a la Universitat Complutense de Madrid amb les seves primeres produccions poètiques. Posteriorment exercí de professor a Sevilla, on residí, i es casà amb la pintora granadina Conchita Díaz Cerezo, amb qui tingué dues filles (Soledad i Esperanza). Escrigué més de mig centenar d'obres, algunes d'elles traduïdes a l'anglès, a l'alemany, a l'italià, al portuguès i al francès, i guanyà diversos premis nacionals i internacionals pels seus escrits. Morí en un accident de trànsit quan es dirigia a la seva vila natal.